# Општина Шторе
Општина Шторе (словен. Štore) је једна од општина Савињске регије у држави Словенији. Седиште општине је истоимени градић Шторе.

## Природне одлике
Рељеф: Општина Шторе налази се у источном делу Словеније, односно у јужном делу словеначке Штајерске. Општина се простире у источном делу Цељске котлине. Јужни и северни део општине је брдског карактера.
Клима: У општини умерено континентална клима.
Воде: Најважнији водоток у општини је речица Воглајна. Сви остали водотоци су мали и њене су притоке.

## Становништво
Општина Шторе је густо насељена.

## Насеља општине
| - Драга - Јаворник - Кањуце - Комполе - Лашка Вас при Шторах - Огоревц | - Печовје - Прожинска Вас - Светина - Светли Дол - Шентјанж над Шторами - Шторе |  |